# День Хоомея
День Хоомея — праздник, посвященный уникальному искусству горлового пения (тув. «хөөмей»), ставшему культурным достоянием Республики Тыва.
В Туве праздник День Хоомея учреждён в 2015 году. В соответствии с Указом Главы Республики Тыва Ш. В. Кара-оола от 12 августа 2015 года № 133, как один из знаменательных дат республики, ежегодно отмечается 17 августа. Цель праздника — сохранение самобытной культуры тувинцев, популяризация искусства горлового пения как неотъемлемой части традиционной культуры и духовных ценностей тувинского этноса. На основании данного Указа были утверждены критерии присуждения титульных званий исполнителям горлового пения:
1. «Хөөмейниң Эдискизи» — свирель,
2. «Хөөмейниң Сыгыргазы» — иволга,
3. «Кожууннуң Алдарлыг хөөмейжизи» — Заслуженный хөөмейжи кожууна,
4. «Тыва Республиканың Алдарлыг хөөмейжизи» — Заслуженный хөөмейжи Республики Тыва,
5. «Тыва Республиканың Улустуң хөөмейжизи» — Народный хөөмейжи Республики Тыва,
6. «Тыва Республиканың Хүндүлүг хөөмейжизи» — Почетный хөөмейжи Республики Тыва.

Решение об учреждении этого праздника было принято во время I Международного фестиваля «Хоомей в Центре Азии», проведенного с 11 по 15 августа 2015 году. В данном событии участвовали представители зарубежных стран Испании, Италии, Франции, США, Финляндии, Нидерландов, Турции, Китая и Японии; российских регионов Алтай, Саха-Якутия, Бурятия, Хакасия; городов Москва, Санкт-Петербург, Томск, Иркутск, Новосибирск.